# Claterna albiplaga
Claterna albiplaga är en fjärilsart som beskrevs av François Louis Nompar de Caumont de Laporte 1974. Claterna albiplaga ingår i släktet Claterna och familjen nattflyn. Inga underarter finns listade i Catalogue of Life.